# ラルス・ポルセンナ
ラルス・ポルセンナ（ラテン語: Lars Porsenna、エトルリア語: Pursenas）、またはポルセナ（Porsena）は、古代ローマに敵対したエトルリアの王として知られる。彼はエトルリア最大の都市クルシウムを支配したと伝えられている。はっきりした在位年代は不明であるが、複数の伝承では紀元前508年前後にローマとの間に戦争を起こしたとしている。

## 対ローマ戦
ラルス・ポルセナは紀元前509年に起こった革命により王政ローマが崩壊し、半伝説的なローマ最後の王ルキウス・タルクィニウス・スペルブスが亡命してきた事から、ローマとの戦争に突入した。 追放された王族は元々エトルリア出身で、ポルセナへ助けを求めるまでにも幾度か王位奪還に失敗していた。 ポルセナ王は援助を確約し、クルシウムはエトルリアでも屈指の都市であると自信を見せた。
この後の展開には記録の相違がみられる。 リウィウスを含むローマの主流派による記録では、ポルセナ王はローマを攻囲したものの、ローマ人の勇敢な行動を目の当たりにして和平を求めたとしている。 しかしながら、ポルセナは確かにローマを攻略し、後に追い出されたのだとする説もある。 ただしタルクィニウス傲慢王が復位したとする記録はない。 したがって、もしポルセナが実際にローマを攻略していたとしても、自身が支配するためであって前王朝を復興させる意図はなかったのであろう。

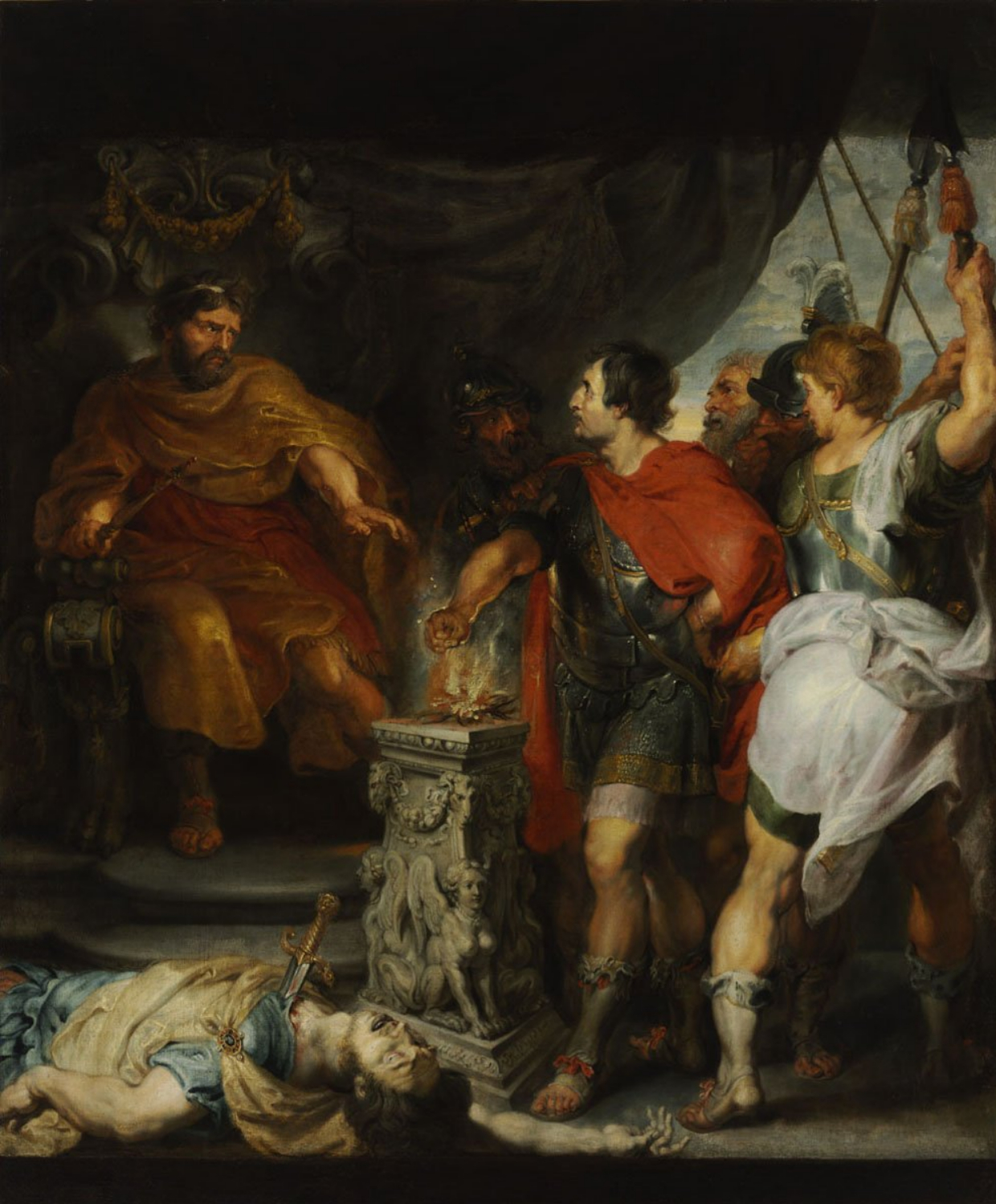
ポルセンナの前のムキウス・スカエウォラ (1620年以前）ブダペスト国立西洋美術館収蔵、ルーベンスとヴァン・ダイク

 一説によると、ローマ包囲中、ローマ人の若者ガイウス・ムキウスは元老院の許可を得て、ポルセナを暗殺しようと一人エトルリア陣に忍び込んだ。 ムキウスは王のところまでたどり着けはしたものの、同じような格好をしていた王と書記官の区別がつかず、書記官の方を殺してしまった。逃げようとした彼は程なく捕まってしまい、ポルセナの前に引き立てられると、ふてぶてしくも彼の素性と決意を言い放った。 恐れるがいい王よ、私以外にも三百人の若者が同じように貴様の命を狙っているぞ。誰かが成功するまで諦めることなどないのだ。そう言うと彼はその言葉を証明するかのように、右手を拷問の炎へと押し付けた。この行為により、彼と子孫たちはスカエウォラ (左手の)とあだ名された。 この若者の勇気に驚きかつ感銘を受けたポルセナは、ムキウスの縛めを解き、陣から帰した。 リウィウスによると、ポルセナはこの後直ちに和平条約を持ちかけたという。
ポルセナは和平条約でローマがウェイイから奪っていた土地の返還を求め、ヤニクルムの丘から兵を引く代わりに人質を取っている。その人質の一人、クロエリアという若い女性は、ローマ人の乙女たちを引き連れ、ティベリス河を渡ってエトルリア陣から逃げ出した。 当然ポルセナは怒りに燃え彼女の返還を迫ったが、後に気が変わり彼女の身に危害を加えない事を約束したため、ローマも応じた。彼女が戻ると、ポルセナはその勇気を讃え、残った人質のうち彼女が選ぶ一部を解放しようと言い、彼女は若い男をすべて選んで解放した。その後ローマでは彼女を讃え、ウィア・サクラにまるでエクイテスのように馬にまたがる彼女の像を作り、非常な名誉を与えた。

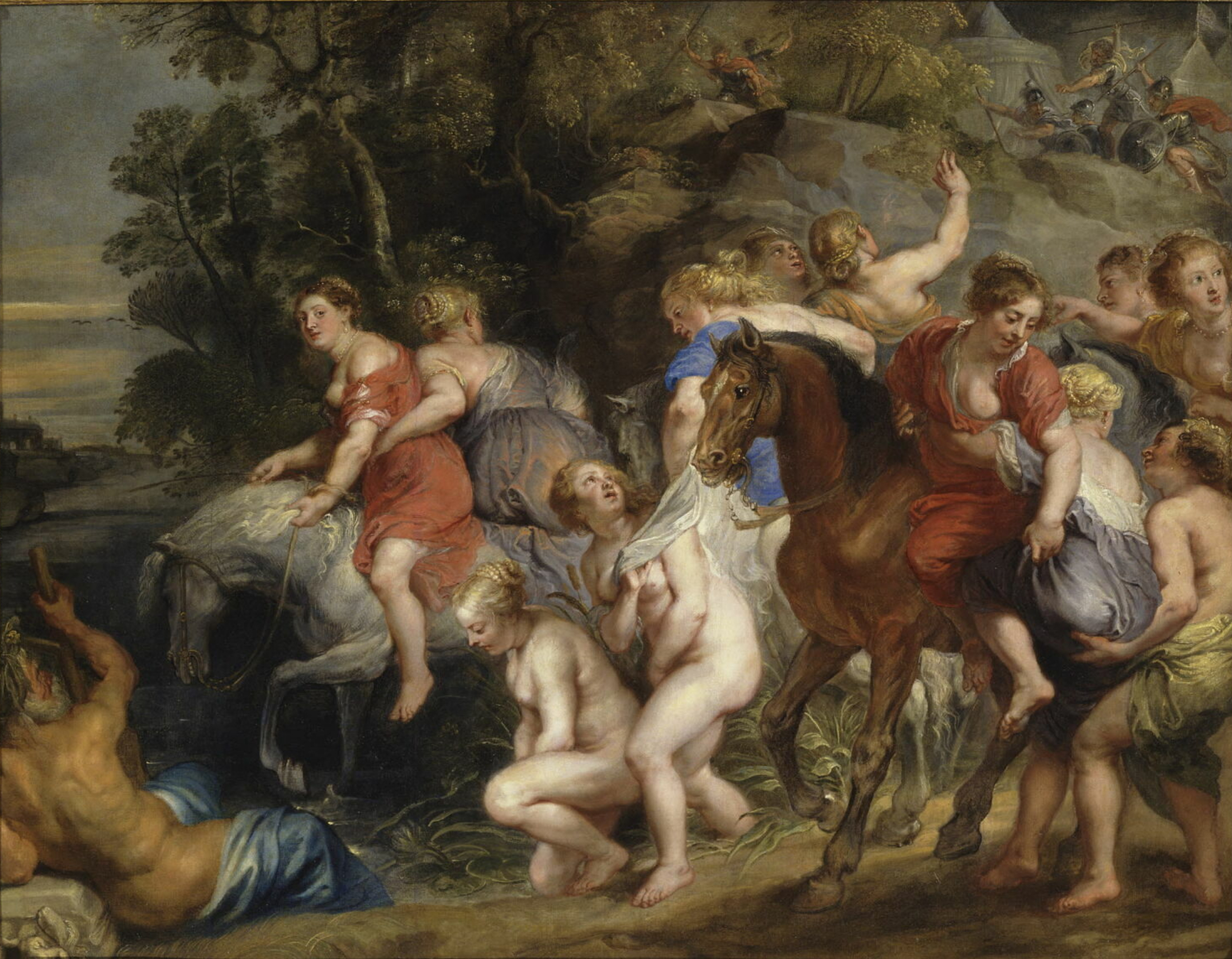
ティベリスを渡るクロエリア (1635年前後）ルーヴル美術館収蔵、ルーベンス

リウィウスはまた、自分たちの時代に行われる公的オークションは、ポルセナ王の私物を売った伝統に基いており、クルシウムとの戦争ともいささか関係があると記している。リウィウスは、ポルセナがローマを去る時、困窮していたローマ人への贈り物として備蓄していた兵糧を残していった事が由来であろうとしている。
紀元前507年、ポルセナはもう一度タルクィニウスを王位に戻すよう、元老院に使者を送った。ローマの使者はポルセナの下に赴くと、ローマはタルクィニウスの復位を絶対に認めない、ポルセナはローマに敬意を表してタルクィニウスの復位要求を止めるべきであると伝えた。ポルセナはそれに同意し、クルシウムより他へ亡命するようタルクィニウスに言った。 ポルセナはローマへ人質を帰し、条約によってウェイイに奪われていたローマの領土も返還した。これによって、ポルセナとローマの間に堅固な和平が結ばれたとリウィウスは記している。

## アリキアとの戦い
紀元前508年のローマ包囲後、ポルセナはクルシウム軍の一部を息子のアルンスに授け、ラティウム同盟の都市アリキアを包囲した。アリキアは同盟とマグナ・グラエキアの都市クーマエに援軍を求め、クルシウム軍は敗退した。敗残兵の一部は命からがらローマへと逃れ、温かいもてなしを受けた後クルシウムへ帰らず住み着いた者たちもいた。その居住区は、後にトゥスクス区と呼ばれたという。

## 墓

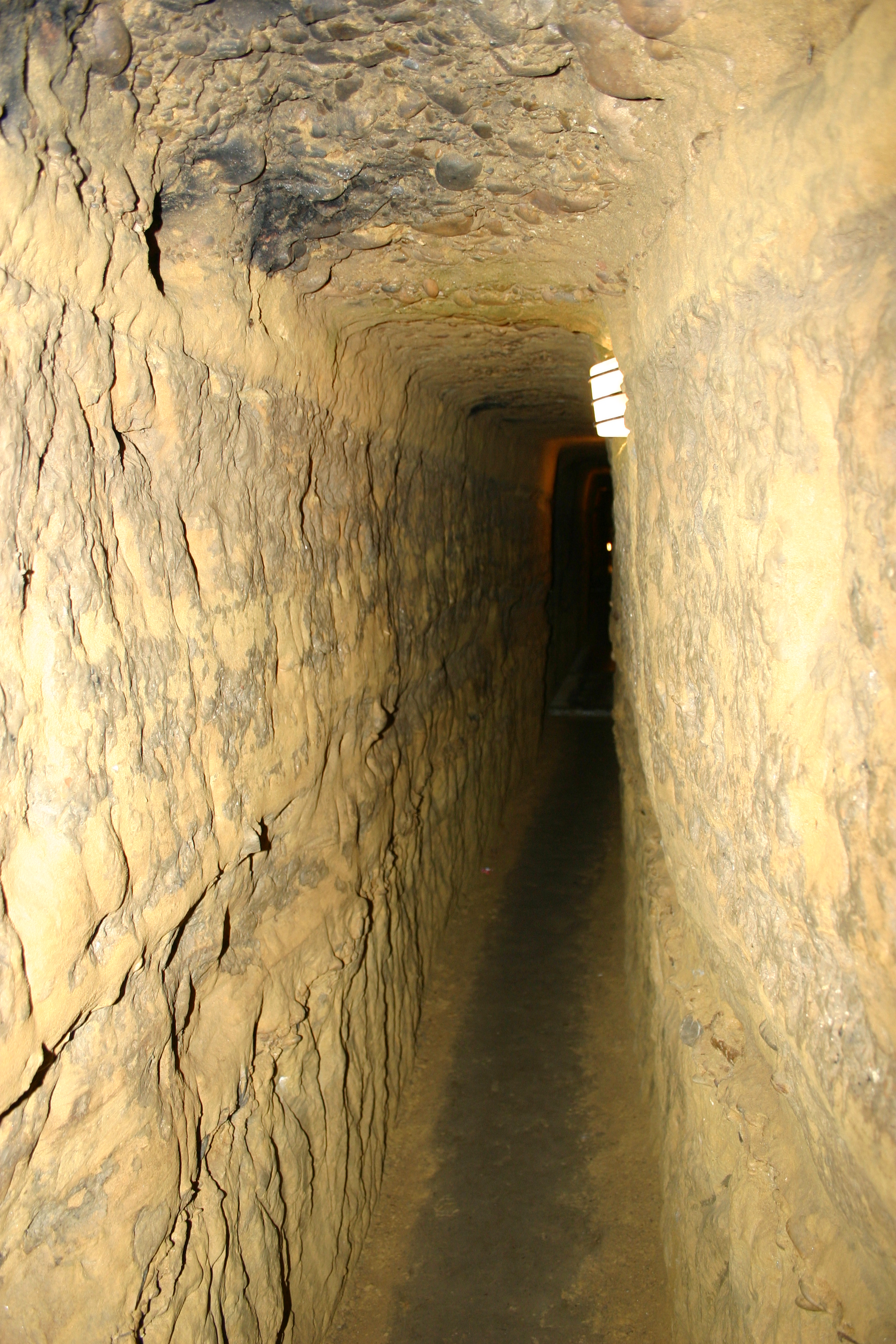
キウージにある遺跡、ポルセンナの迷宮

多くの記録によると、ポルセナは彼の支配した都市の中 (もしくは地下)にある、手の込んだ墓に埋葬されたという。その高さは15mで、90mの長さの長方形をしており、角錐や巨大な鐘で飾り立てられていた。
ポルセナの墓はクルシウムの終わりと共に、紀元前89年コルネリウス・スッラによって破壊された。
キウージではポルセンナの迷宮と呼ばれる遺跡が見つかっており、墓の一部ではないかと考えられている。

## フィクション
ポルセンナとローマの人質クロエリアの物語は、ピエトロ・メタスタージオが1762年に制作したオペラ、『クレリアの勝利』 の台本と、フランスの作家マドレーヌ・ド・スキュデリの『クレリ』 の元となった。
トーマス・マコーリー著、『古代ローマ詩歌集』 (1842年)では、ホラティウス・コクレスがポルセナに率いられたエトルリア軍とスブリキウス橋で戦った伝説が歌われている。

## 参照
1. ↑  Penrose, Jane (2005). Rome and Her Enemies. Osprey Publishing. pp. 43-44. ISBN 1-84176-932-0
2. ↑  リウィウス, 『ローマ建国史』, 2.3-7
3. ↑  リウィウス, 『ローマ建国史』, 2.9
4. ↑  リウィウス, 『ローマ建国史』, 2.9-13
5. ↑  タキトゥス, 『同時代史（英語版）』, 3.72
6. ↑  Bird, H. W. (1993) The Breviarium Ab Urbe Condita of Eutropius the Right Honourable Secretary of State for General Petitions, Liverpool University Press. p. 73.
7. ↑  リウィウス, 『ローマ建国史』, 2.12-13
8. ↑  リウィウス, 『ローマ建国史』, 2.13
9. ↑  リウィウス, 『ローマ建国史』, 2.14
10. ↑  リウィウス, 『ローマ建国史』, 2.15
11. ↑  リウィウス, 『ローマ建国史』, 2.14
12. ↑  大プリニウス, 『博物誌』, 36.19